# پاتریک دی
پاتریک دی (انگلیسی: Patrick Day؛ ۹ اوت ۱۹۹۲ – ۱۶ اکتبر ۲۰۱۹) بوکسور اهل ایالات متحده آمریکا بود.

## اوایل زندگی و تحصیلات
دی از پدر و مادری هائیتی‌تبار در فریپورت، نیویورک زاده شد و کوچک‌ترین فرزند از میان چهار پسر خانواده بود. پدرش پزشکی بود که در کودکی بوکس تمرین می‌کرد و مادرش، لایسا، مترجم سازمان ملل متحد بود. او در طول دوران حرفه‌ای خود در بوکس، موفق به دریافت مدرک کاردانی در رشتهٔ تغذیه از کالج اجتماعی ناساو و مدرک کارشناسی در رشتهٔ سلامت و تندرستی از دانشگاه کاپلان شد.

## دوران حرفه‌ای
دی از سال ۲۰۰۶ زیر نظر جو هیگینز، آتش‌نشان سابق و مربی بوکس، بوکس را آغاز کرد. در سال ۲۰۱۲، او در رقابت‌های دستکش طلایی نیویورک به پیروزی رسید. رکورد آماتوری او ۷۵ پیروزی و ۵ شکست بود، که شامل دو قهرمانی ملی نیز می‌شد. او به‌عنوان بوکسور آماتور شماره یک ایالات متحده در دستهٔ ۱۵۲ پوند شناخته شد و به‌عنوان عضو ذخیرهٔ تیم المپیک ایالات متحده در سال ۲۰۱۲ فعالیت داشت.
دی به یکی از ده بوکسور برتر وزن میان‌سبک در رده‌بندی شورای جهانی بوکس (WBC) و فدراسیون بین‌المللی بوکس (IBF) تبدیل شد. او همچنین عنوان قهرمانی منطقه‌ای وزن میان‌سبک WBC قارهٔ آمریکا را کسب کرد. دی از مجموع ۲۲ مبارزهٔ حرفه‌ای خود، ۱۷ پیروزی، چهار شکست و یک تساوی به‌دست آورد.

## مرگ
دی در جریان شکست با ناک‌اوت مقابل چارلز کانول در مبارزهٔ قهرمانی USBA در دستهٔ وزن میان‌سبک در ۱۲ اکتبر ۲۰۱۹ دچار آسیب مغزی تروماتیک شد و چهار روز بعد درگذشت.
مفسر بوکس مایکل بافر دی را «جوانی فوق‌العاده» توصیف کرد و گفت که «همهٔ جامعهٔ بوکس در شوک فرو رفته‌اند»، در حالی که رئیس WBC، مائوریسیو سولاایمان، اعلام کرد بوکس «دوستی شجاع، مهربان و فوق‌العاده» را از دست داده است. کانول نامه‌ای سرگشاده در اینترنت منتشر کرد که در آن اندوه و تأسف خود را ابراز کرده بود.